# Rheinmetall Caracal
Caracal — тактична авіадесантна машина на базі цивільного позашляховика Mercedes-Benz G-Сlass, що виготовляється компанією Rheinmetall в кооперації з Mercedes-Benz з 2023 року. Сама конструкція транспорту дозволяє транспортувати їх як у внутрішніх вантажних відсіках, так і на зовнішніх підвісах гелікоптерів CH-47F Chinook та CH-53K King Stallion. Крім того, на Caracal можна встановити та комбінувати різноманітне озброєння, починаючи від кулеметів, закінчуючи протитанковими ракетними комплексами.

## Історія

### Проєкт авіадесантного автомобіля для Нідерландів
У жовтні 2018 року Міністерство оборони Нідерландів уклало контракт з Mercedes-Benz на поставку 515 автомобілів в рамках проєкту "Vehicle 12kN Air Assault" (Автомобіль 12 кН повітряного десанту). Три роки потому Міністерство оборони Нідерландів вирішило розірвати контракт, оскільки постачальник не зміг виконати вимоги щодо захисту від артилерійської загрози в поєднанні з необхідним корисним навантаженням.
Внаслідок оперативної необхідності, застаріння парку повітряно-десантних машин та інтеграції 11-ї аеромобільної бригади до складу німецької Дивізії швидкого реагування, у червні 2022 року було підписано меморандум про взаєморозуміння (MOU) з Німеччиною щодо спільного придбання повітряно-десантної машини з вантажопідйомністю 12 кН.
Вимоги до повітряно-десантної машини були узгоджені з Німеччиною для досягнення ідентичної, сумісної та взаємозамінної машини. З цією метою було створено нову та спільну програму вимог для двонаціонального проєкту з акцентом на аеромобільні операції високого рівня насильства та в контексті першого основного завдання.

### Серійне виготовлення
У програмі заміни Caracal конкурував із сімейством машин Defenture ATTV. Спеціально для цієї програми Defenture об'єднала зусилля з Krauss-Maffei Wegmann. Обидві компанії зробили пропозицію, яка відповідала вимогам. Зрештою, на основі оперативних і технічних вимог та значної різниці в ціні, Caracal був обраний.
Збройні сили Німеччини та Нідерландів досягли згоди щодо ключових пунктів рамкової угоди з Rheinmetall: Збройні сили Німеччини планують закупити загалом до 2054 машин, а збройні сили Нідерландів – до 1004 машин. Загальна вартість рамкової угоди становить до 1,9 мільярда євро, а частка Німеччини фінансуватиметься зі спеціального фонду збройних сил Німеччини.
Ці машини будуть використовуватися у варіантах для перевезення особового складу, логістики, а також як медичні машини та замінять Wolf і Mungo у Дивізії швидкого реагування. Нідерланди використовуватимуть Caracal в 11-й аеромобільній бригаді, де він замінить Luchtmobiel Speciaal Voertuig, Mercedes-Benz G280 CDI та інші. Поставка перших тестових зразків відбулася у першому кварталі 2024 року, а серійне постачання заплановано на початок 2025 року.
На першому етапі в рамках рамкового контракту було замовлено 1508 машин - 1004 для Німеччини та 504 для Нідерландів - на суму близько 870 000 000 €. За словами Rheinmetall, остаточне складання машин відбуватиметься повністю в Нідерландах на підприємствах VDL Groep та Rheinmetall Nederland.
Україна стала першою країною-експлуатантом авіадесантних тактичних машин Caracal. В грудні 2023 року Збройні сили України отримали перші 5 автомобілів із 25 замовлених.

## Оператори
- Україна: На озброєнні 20 тактичних машин Caracal з 25 замовлених. Ще 5 машин мають надійти впродовж 2025 року. Авіадесантні машини отримали на озброєння бійці полку «Рейнджер» Силах спеціальних операцій.[3][4][5]
- Німеччина: Замовлено загалом 1004 машини для використання у складі Дивізії швидкого реагування німецької армії. Поставки очікуються з 2025 року.

- Нідерланди: Замовлено 504 машини для використання у складі 11-ї аеромобільної бригади Королівської армії Нідерландів. Поставки очікуються з 2025 року.